# The Listener
The Listener é uma série canadense, ambientada em Toronto, que conta a história de um paramédico com a habilidade de ler o pensamento das pessoas, usando essa habilidade para ajudar a polícia a desvendar diversos crimes. A série vai ao ar em Portugal na FOX Portugal e no Brasil pelo canal Fox Brasil , desde 02 de março e 31 de março de 2009.

## História
Toby Logan (Craig Olejnik) é um paramédico de 25 anos que não conheceu seu pai e cresceu em lares adotivos. Ele sempre procurou manter sua habilidade de ler pensamentos em segredo, sendo que a única pessoa que sabia dela era seu antigo conselheiro e confidente, Dr. Ray Mercer (Colm Feore). Enquanto ele atravessa a cidade de Toronto na sua ambulância com seu parceiro Osman "Oz" Bey (Enis Esmer) Toby ajuda pessoas com problemas e acaba entrando em contato com seu próprio passado. Com a ajuda da detetive Charlie Marks (Lisa Marcos) e da sua namorada de idas e vindas, Olivia Fawcett (Mylène Dinh-Robic), uma médica do pronto-socorro local, Toby percebe que seu dom pode ajudar outras pessoas.

## Elenco
- Craig Olejnik como Toby Logan
- Ennis Esmer como Osman "Oz" Bey
- Mylène Dinh-Robic como Dr. Olivia Fawcett (Temporadas 1 a 3.10)
- Lisa Marcos como Det. Charlie Marks (Temporada 1)
- Lauren Lee Smith como Sergeant Michelle McCluskey (Temporada 2-)
- Rainbow Sun Francks como Corp. Dev Clark (Temporada 2-)
- Peter Stebbings como Alvin Klein (Season 2-)
- Tia Tremblay (Melanie Scrofano)(temporada 3.09 - 5.13)

## Exibição
A emissora Rede Globo iniciou a exibição da série no dia 24 de maio de 2011, após o Corujão como tapa buracos no horário da madrugada.

## Recepção da crítica
Em sua 1ª temporada, The Listener teve recepção mista por parte da crítica especializada. Com base de 14 avaliações profissionais, alcançou uma pontuação de 44% no Metacritic. Por votos dos usuários do site, atinge uma nota de 7.3, usada para avaliar a recepção do público.

## Ligações Externas
- The Listener. no IMDb.
- «Site Oficial»
- «The Listener na FOX»
- «The Listener» (em inglês) no Metacritic